# Mimoza Hysa
Mimoza Hysa (ur. 6 sierpnia 1967 w Tiranie) – albańska prozaiczka i italianistka, tłumaczka literatury włosko- i angielskojęzycznej.

## Życiorys
Ukończyła studia z zakresu filologii włoskiej na Uniwersytecie w Tiranie, następnie ukończyła studia doktorskie na Akademii Albanologicznej w Tiranie.

## Książki[4]
- Rastet[4]
- Netë të vështira[4]
- Koha e erës (2005)[2]
- Histori pa emra (2007)[2]
- Vend/imi (2008)[2]
- Le figlie del generale (2022)[5][6][4]

## Nagrody
W 2014 roku otrzymała od włoskiego Ministerstwa Kultury nagrodę Premi Nazionali per la Traduzione za wkład w tłumaczenie włoskiej literatury.
25 marca 2015 roku została uhonorowana albańską krajową nagrodą za tłumaczenie na język albański utworów Dino Buzzatiego, Margaret Mazzantini, Alberta Bevilacqui oraz XIX-wiecznych włoskich pisarzy.

## Życie prywatne
Jej ojciec zmarł w 1980 roku.